# Örsprång (album)
Örsprång är ett musikalbum av Curt Tallroth och Olov Johansson, utgivet 1998 av Drone Music. Låtarna är inspelade i Curt Tallroths vardagsrum mellan september 1996 och oktober 1997 och även live på Lövstabruks herrgård den 17 juli 1997.
Duon har spelat tillsammans länge. Deras första möte var när Olov Johansson som 14-åring dök vid en spelträff som Curt Tallroth ledde i Östervåla. Tallroth frågade Johansson om han inte ville vara med och spela. Tallroth lade märke till Johanssons brinnande intresse och efter det erbjöd Tallroth Johansson om att få komma till Harbo och lära sig låtspel. Det var början på duons långa vänskap.

## Låtlista
Alla låtar är traditionella om inget annat anges.
1. "Bonapartesmarschen" – 1:42
2. "Vals efter August Bohlin" – 1:13
3. "Frankens brudpolska" – 1:25
4. "Polska efter Abel Eriksson" – 1:30
5. "Hög och låg" – 1:36
6. "Kristinas brudpolska" (Curt Tallroth) – 1:58
7. "Tusenlappen" – 1:31
8. "Vikingapolskan" (Curt Tallroth) – 1:33
9. "Gammal Ljungqvistervals" – 2:49
10. "Systerpolska" (August Bohlin) – 2:14
11. "Polkett efter August Bohlin" – 1:18
12. "Disapolskan" (August Bohlin) – 1:42
13. "Midsommarvals från Skuttunge" (August Bohlin) – 2:23
14. "Skoklostermarschen" – 1:12
15. "Polska från Tierp" – 1:29
16. "Slogsvedspolskan" (Ivar Tallroth) – 1:45
17. "Skuttungeschottis" (August Bohlin) – 1:46
18. "Tryckar-Kjells polska" (Curt Tallroth) – 1:34
19. "Bohlins skänklåt" – 1:20
20. "När jag dansar med min lilla brud" – 1:13
21. "Lilla knäppvalsen" – 1:12
22. "Polska efter Gåsvikarn" – 1:39
23. "Oktobervalsen" – 2:20
24. "Gås-Anders lillpolska" – 1:35
25. "Bästen" (Curt Tallroth) – 2:20
26. "Särna brudmarsch" – 3:48
27. "Brobergspolskan" (August Bohlin) – 1:57
28. "Marstalla-Olles polska" – 1:36
29. "Hellstedts gamla brudmarsch" – 1:47
30. "Schottis i allmogestil" (Curt Tallroth) – 1:42
31. "Vals efter August Bohlin" – 2:17
32. "Polska efter Daniel Skärberg" – 1:39
33. "Marsch efter Gustaf i gropen" – 1:52
34. "Örsprånget" (Curt Tallroth) – 1:37
35. "Vals efter August Bohlin" – 1:21
36. "Polska efter Gås-Anders" – 1:37
37. "Harbomarschen" (Curt Tallroth) – 1:53

Total tid: 66:57
- Arrangemang:
- Olov Johansson (2-4, 14, 15, 36)
- Curt Tallroth (1, 5, 9-13, 17, 19-24, 26-29, 31-33, 35)
- Curt Tallroth & Olov Johansson (7)

## Medverkande
- Curt Tallroth — fiol, klarinett, nyckelharpa, gitarr, sång
- Olov Johansson — nyckelharpa, fiol